# Adam Dębiec
Adam Jan Dębiec (ur. 1942) – polski funkcjonariusz MO, oficer SB i UOP, pułkownik.

## Życiorys
Urodził się w 1942. Syn Andrzeja (1908-1965) i Heleny (1910-2003) oraz brat Juliana (1948-1998, pracownik PKO BP Oddział w Sanoku). W 1960 ukończył Liceum Ogólnokształcące Męskie w Sanoku. W sierpniu 1960 jako piłkarz Sanoczanki Sanok został powołany do reprezentacji juniorów województwa rzeszowskiego na turniej Puchar Michałowicza. W 1967 ukończył studia historyczne w Wyższej Szkoły Pedagogicznej w Opolu. W tym samym roku podjął służbę w Milicji Obywatelskiej. Pracował od września 1967 jako inspektor ds. kulturalno-oświatowych/doskonalenia w Komendzie Powiatowej MO w Grodkowie. Po ukończeniu Szkoły Oficerskiej w Szczytnie w kwietniu 1972 przeszedł do Służby Bezpieczeństwa obejmując stanowisko inspektora Wydziału Śledczego Komendy Wojewódzkiej MO w Opolu, od listopada 1974 na stanowisku starszego inspektora tamże. Później przeszedł do służby w Wydziale II Biura Śledczego Ministerstwa Spraw Wewnętrznych w Warszawie, od kwietnia 1978 na stanowisku inspektora, od maja 1983 na stanowisku starszego inspektora. W sierpniu 1984 został starszym inspektorem Wydziału Inspekcji Biura Śledczego MSW, w październiku 1986 specjalistą Wydziału Inspekcji Biura Śledczego MSW, a we wrześniu 1989 zastępcą naczelnika Wydziału II Biura Śledczego MSW. W Wydziale II Biura Śledczego MSW pełnił funkcję II sekretarza POP PZPR.
Według relacji pełniąc służbę odznaczał się brutalnymi metodami przesłuchań wobec zatrzymanych działaczy opozycji w okresie PRL, m.in. nakazywał opozycjonistkom rozbierać się do naga. W sierpniu 1980 prowadził akcję przeszukania mieszkania Jacka Kuronia. W 1984 w stopniu majora brał udział w śledztwie w sprawie o zamordowanie ks. Jerzego Popiełuszki, prowadząc m.in. przesłuchania podejrzanych i świadków w sprawie.
Po dokonanej weryfikacji podjął służbę w Urzędzie Ochrony Państwa. W 1991 prowadził śledztwo w tzw. aferze bankowej. W 1992 sprawował stanowisko naczelnika II Zarządu Śledczego UOP. Wraz z gen. Wiktorem Fonfarą działał przy śledztwach w sprawach FOZZ oraz Art-B, w tym wszedł w skład gremium prowadzącego likwidację spółki Art-B. Po opublikowaniu tzw. „listy Macierewicza” i odwołaniu rządu Jana Olszewskiego na początku czerwca 1992 powierzono mu kierowanie postępowaniem wyjaśniającym w UOP, także w związku ze sprawą dokumentów potwierdzających agenturalną działalność Prezydenta RP Lecha Wałęsy. Został awansowany do stopnia podpułkownika, następnie do stopnia pułkownika. W 1997 pozostając czynnym oficerem UOP kontaktował się z Aleksandrem Gudzowatym, według ustaleń dziennikarzy tygodnika „Wprost” przekazując mu wówczas informacje o rzekomym zagrożeniu życia biznesmena. Według informacji opublikowanych przez dziennik „Rzeczpospolita” w 2006, płk Adam Dębiec w 2002 miał żądać spłaty fikcyjnych długów i usiłować uzyskać udziały w spółce Eurozet przy pomocy szantażu i używając sfałszowanych dokumentów.
Postanowieniem Prezydenta RP Lecha Wałęsy z 2 listopada 1994 został odznaczony Krzyżem Kawalerskim Orderu Odrodzenia Polski za wybitne zasługi dla umacniania obronności kraju. Tożsamość Adama Dębca pojawiła się na liście Wildsteina, upublicznionej na początku 2005.